# 长寿 (帖住之子)
长寿（?—?），元朝大臣，平章政事帖住的儿子 。
帖住生有五子。长子山寿早逝，次子即长寿，第三子是永寿、第四子是福寿、第五子是忙古海牙。元顺帝元统年间，帖住去世，长寿哀痛尽礼。服丧结束，当廕官爵，他和弟弟在母亲面前下拜：“我父亲清廉贫穷，诸弟没有所依靠的，愿以职位让给永寿。”永寿让给福寿，福寿说：“二位哥哥能让，只有福寿不能吗！”于是让给忙古海牙，母亲听从。忙古海牙于是廕官，担任太禧宗禋院神御殿侍礼佐郎，阶奉议大夫。兄弟侍奉母亲很孝顺，郡邑乡里都赞美他们。

## 延伸阅读
[在维基数据编辑]
 《元史·卷197》，出自宋濂《元史》